# Jeroným Filip Hofmann
R.D. ThLic. Jeroným Filip Hofmann, O.Praem. (8. června 1973 Praha – 14. září 2012 Brno-Bohunice) byl český římskokatolický kněz, strahovský premonstrát a bývalý vrcholový sportovec.

## Život
Narodil se jako Filip Hofmann v Praze. Od mládí se věnoval závodně veslování. Byl členem Českého veslařského klubu v Praze, působil v ASC Dukla Praha a v roce 1989 se poprvé dostal do reprezentace. V roce 1991 získal stříbrnou medaili na Mistrovství světa juniorů na čtyřveslici s kormidelníkem. Sportovní dráhu nicméně později opustil a dne 26. září 1997 vstoupil v Praze na Strahově do premonstrátského řádu. Při obláčce dostal řeholní jméno Jeroným. V letech 1998-2003 pak studoval teologii na pražské Katolické teologické fakultě. Po dokončení studií byl vysvěcen na kněze a dne 29. června 2003 slavil primiční Mši svatou v kostele Neposkvrněného početí Panny Marie v pražských Strašnicích.
Záhy poté byl představenými poslán na jižní Moravu, kde nastoupil jako farní vikář ve farnostech Znojmo-Louka a Konice. Během této doby se mimo jiné účastníval také pěších poutí na Velehrad, organizovaných farností Vranov nad Dyjí. V rámci postgraduálního studia se věnoval tematice inkorporace farností řeholním řádům. Postgraduální studium zakončil v roce 2006 licenciátem teologie. Od února 2007 do června 2008 pak působil jako interkalární administrátor ve farnosti Praha-Střešovice. V roce 2007 byl jeho životopis a rozhovor s ním součástí dokumentu České televize Lidé řádoví.
Od 1. července 2008 se pak vrátil na Moravu a nastoupil jako farní vikář farnosti u sv. Jakuba v Jihlavě a jako "hospodářský správce" (provizor) premonstrátské komunity na místní faře. Zároveň spravoval jako administrátor ex currendo farnosti Rančířov a Vyskytná nad Jihlavou. Vedle duchovní správy ve svěřených farnostech se věnoval se skupinou svých řeholních spolubratří a dalších přátel horolezectví a rekreačně pokračoval ve sportovních aktivitách (v roce 2007 se například účastnil běžeckého závodu Velká kunratická). Dne 11. září 2012 měl nehodu při jízdě na bicyklu poblíž Přímělkova, nedaleko Brtnice. Příčinou nehody byl zřejmě nedobrý stav vozovky. Ve vážném stavu byl hospitalizován na Klinice anesteziologie, resuscitace a intenzivní medicíny Fakultní nemocnice v Brně-Bohunicích. Dne 14. září 2012 zde, zaopatřen svátostí nemocných, zemřel.
Dne 19. září 2012 se konalo rekviem v kostele sv. Jakuba v Jihlavě, a následujícího dne byl Jeroným Filip Hofmann po zádušní Mši svaté ve strahovské basilice pohřben na řádovém hřbitově strahovských premonstrátů v Praze-Nebušicích.